# اسلام محمدف
اسلام محمدف (روسی: Ислам Курбанович Магомедов، زاده ۸ فوریهٔ ۱۹۹۱) کشتی‌گیر اهل روسیه است.
از افتخارات وی میتوان به کسب مدال برنز وزن ۹۸ کیلوگرم کشتی فرنگی در مسابقات قهرمانی کشتی جهان ۲۰۱۵ اشاره کرد. وی در سال ۲۰۱۶ میلادی در المپیک ریو در وزن ۹۸ کیلو حاضر بود، در دور اول آردو آروسار از استونی را شکست داد اما در دور بعد از جنک ایلدم کشتی گیر ترکیه شکست خورد و از دور رقابت ها کنار رفت.